# Darre Javai
Darre Javai (Darreh Javay) é uma cidade do Afeganistão, localizada na província de Badaquexão.